# Bauherr
Der Bauherr (kurz BH) ist im Baurecht der rechtlich und wirtschaftlich verantwortliche Auftraggeber bei der Durchführung von Bauvorhaben. Als Bauherr gilt, wer im eigenen Namen oder für eigene oder fremde Rechnung Bauvorhaben vorbereitet oder ausführt oder vorbereiten oder ausführen lässt. Er kann sowohl eine natürliche Person als auch eine juristische Person sein. In jedem Fall muss er Verfügungsberechtigter des Baugrundstücks sein, nur als solcher darf er den Bauantrag unterschreiben. Als Eigentümer ist er das immer, als Besitzer (z. B. Pächter, Nutzer) eventuell nur mit Einschränkungen. In den letzten Jahren verschwindet der Begriff Bauherr und auch Bauherrin kontinuierlich und wird durch das neutralere Bauherrschaft in Gesetzen, Verordnungen und offiziellen Bescheinigungen ersetzt, während er umgangssprachlich weiterhin benutzt wird.

## Verantwortung
Der Bauherr hat zur Vorbereitung, Überwachung und Ausführung eines genehmigungs- oder anzeigebedürftigen Bauvorhabens einen Entwurfsverfasser und einen Unternehmer zu bestellen, dies in Abhängigkeit von den jeweiligen gesetzlichen Vorgaben. Die Auswahl des Entwurfsverfassers kann auch durch einen Architektur- oder städtebaulichen Wettbewerb erfolgen, in dem der Bauherr i. d. R. als Auslober wirkt. Zur Vorbereitung, Durchführung und Dokumentation des Wettbewerbs bestellt der Bauherr einen Wettbewerbsmanager. Dem Bauherren obliegen auch die nach den öffentlich-rechtlichen Vorschriften erforderlichen Anträge, Vorlagen und Anzeigen an die Bauaufsichtsbehörde. Er kann diese Aufgaben dem Entwurfsverfasser übertragen.
Sind die vom Bauherrn bestellten Personen für ihre Aufgaben nach Fachkompetenz und Erfahrung nicht geeignet, so kann die Bauaufsichtsbehörde vor und während der Bauausführung verlangen, dass ungeeignete Beauftragte durch geeignete ersetzt oder geeignete Sachverständige herangezogen werden. Die Bauaufsichtsbehörde kann die Bauarbeiten einstellen lassen, bis geeignete Beauftragte oder Sachverständige bestellt sind.
Wechselt der Bauherr, so hat der neue Bauherr dies der Bauaufsichtsbehörde unverzüglich schriftlich mitzuteilen. Des Weiteren sind Bauherren für die Sicherheit und Verkehrssicherheit auf ihrer Baustelle zuständig und tragen auch Verantwortung, wenn Dritte für die Abwicklung und Betreuung des Bauvorhabens beauftragt wurden (Architekt, Bauleiter, Bauunternehmen usw.). Der Bauherr ist ebenfalls dazu verpflichtet, einen SiGe-Plan (Sicherheits- und Gesundheitsschutzplan) zu erstellen und diesen allen Arbeitern mit Vorankündigung zur Verfügung zu stellen.

## Auszeichnung
Während regelmäßig die Architekten mit Preisen ausgezeichnet werden, gibt es einige Fälle, in denen der Bauherr für sein qualitätsvolles Bauen ausgezeichnet wird. So gibt es den seit 1986 alle zwei Jahre vergebenen Deutschen Bauherrenpreis und den 1967 erstmals vergebenen Österreichischen Bauherrenpreis. Ein Beispiel auf lokaler Ebene ist der Radebeuler Bauherrenpreis, der als Best Practice im 2. Bericht zur Baukultur des Bundesministeriums für Verkehr, Bau und Stadtentwicklung (2005) Aufnahme fand.